# Tomek z Pakości
Tomek z Pakości herbu Leszczyc (zm. w 1428) – starosta generalny Wielkopolski w latach 1426-1428, kasztelan poznański w 1426 roku, kasztelan bydgoski w 1422 roku, starosta Konina w latach 1422-1423, starosta Nakła w latach 1424–1425.